# 西陶森小學
西陶森小學位於美國馬里蘭州巴爾的摩郡的陶森，位於北查爾斯街6914號，隔鄰為里吉拉克斯敦特殊學校。

## 歷史
由於人口成長，陶森的四所小學在2007年據稱將超收451位學生。應家長團體的要求，當局在里吉拉克斯敦特殊學校的隔壁，郡教育局的對面，興建了西陶森小學，於2010年開始招生。

## 現況
該校提供幼稚園至五年級的教學。預定學生容量為451人，而於2013-2014學年度有學生542人，27班，導師32人。平均每班人數為 21.9-24.9人。每1.7名學生可使用一部電腦。
因應學生活動空間需要，該校已與隔鄰的里吉拉克斯敦特殊學校商議合作加建兩校共用的活動場地。